# Pomells de Joventut
Els Pomells de Joventut de Catalunya varen constituir un moviment de nois i noies amb una finalitat moral i patriòtica, que organitzaren actes, aplecs i desfilades arreu de Catalunya entre 1920-1923, tot reivindicant l'esperit cristià i la puresa de la llengua catalana.
El moviment, que no tenia lligam amb cap partit polític, va ser fundat per Josep Maria Folch i Torres el 1920, recollint la força sociològica dels lectors d'En Patufet.
S'organitzaven en cèl·lules arreu de Catalunya i varen tenir una forta implantació arreu del territori arribant, el setembre de 1923, a comptabilitzar-se 849 pomells amb més de 4.000 membres.
Un signe d'identificació era la caputxa blanca que duien les noies. A més de la seva funció de cobrir el cap per anar a missa, el seu color blanc representava un contrast amb el mocador -habitualment negre- que duien les dones grans per entrar al temple, una simbologia de joventut i puresa. La seva simbologia enllaçava amb el mateix concepte de pomell, on les noies amb caputxa són "la flor d'aquests Pomells, pura i blanca com la neu que cobreix les nostres muntanyes. (..) I no sols per pietat sinó també per patriotisme volem que es porti la caputxeta; perquè la caputxeta no és una cosa nova sinó antiga a Catalunya i molt adequada al seu geni i caràcter, i nosaltres necessitem interessar a tots els catalans en les coses antigues de la nostra terra".

## Història
Des de les pàgines d'En Patufet, l'escriptor de literatura juvenil Josep Maria Folch i Torres va convidar als nois i noies de Catalunya a crear «Pomells de Joventut» per tot el país amb la finalitat d'estimar els nostres consemblants «per amor a Déu i a la Pàtria» i, alhora, afirmar la nostra personalitat com a ciutadans de Catalunya treballant per donar exemple de forma persuasiva i sensibilitzar els catalans en els nostres deures envers Déu i la Pàtria.
El text va aparèixer a l'edició del 9 d'octubre de 1920; animava a realitzar cada setmana, com a mínim, dues bones obres: una virtuosa i altra patriòtica.
La iniciativa va tenir una gran difusió entre grups d'amics, centres de treball, escoles o centres culturals, però fou dins dels sectors eclesiàstics on es va acollir amb més interès perquè inculcava la formació religiosa i l'esperit cristià entre el jovent. Varen comptar amb el suport explícit de l'arquebisbe de Tarragona Vidal i Barraquer, l'abat de Montserrat, Antoni Marcet.
Però també va comptar amb detractors entre aquells que els consideraven una maniobra política impulsada per la Lliga; les esquerres catalanes els consideraven propis del sentimentalisme i conservadorisme de la religiositat catòlica.
L'organització en nuclis fragmentats dificultava la coordinació i difusió de les activitats dels Pomells, motiu pel qual es va crear la revista Àmfora com a mitjà de comunicació entre ells i com a portaveu del moviment. La iniciativa va néixer als Pomells de Molins de Rei, del Pomell de la Joventut Catòlica i el Corona de Roses, que tenia a Josep Serra i Ullastrell com a director, el qual va ser secretari dels Pomells.
El 17 d'abril de 1921 es va celebrar la constitució dels primers cent Pomells amb una festa al Palau de la Música Catalana amb actuacions musicals, representacions teatrals i lectura de poemes. Rosa Pons i Josep Maria Folch varen pronunciar els discursos “Les futures mestres i els Pomells” i “L'esperit dels Pomells i la Joventut”. A la cloenda de l'acte es va cantar “l'himne dels Pomells”.
La seva creixent popularitat va ser recollida per La Veu de Catalunya que li va dedicar una columna setmanal ressenyant els actes i notícies principals.
El creixement del moviment, amb independència política i gran capacitat de convocatòria, el va convertir en un element incòmode per alguns partits i per a sectors catòlics catalans i espanyols. De fet, les oposicions més grans no van venir de sectors d'esquerres o laics, sinó dels conservadors amb els que compartien espai ideològic.
La dimensió patriòtica no era ben vista per la jerarquia catòlica, i les seves actuacions tenien un clar caràcter separatista. Aquest fou precisament l'argument utilitzat per la dictadura de Primo de Rivera per a prohibir-los en la primera setmana del cop d'estat.
Quan va caure la dictadura el 1929 es va intentar recuperar la seva existència, però Folch i Torres, apel·lant a la situació econòmica de la institució, ho va desaconsellar.

## El pavelló de nens de l'Hospital
El «Pomell Flors d'Ametller» de Barcelona estava format per noies de famílies benestants de la Bonanova, entre les quals es trobaven les filles de Joan Maragall, Prat de la Riba, Tusell, Utrillo, Comas, Guarro i Llongueras. Aquest grup va tenir la iniciativa de construir un pavelló per a nens dins el conjunt de l'Hospital de la Santa Creu i Sant Pau de Barcelona, sufragat per una subscripció popular organitzada pels Pomells de Joventut de Catalunya. La iniciativa va provocar que el 6 de març de 1923 s'anomenés una comissió formada per les senyores Josepa Dachs, vídua de Prat de la Riba; Clara Noble, vídua de Maragall; Assumpció Tapis de Guarro, Eulàlia Coll de Tusell i Maria Camarasa de Folch i Torres que van constituir el "Patronatge per la construcció d'un Pavelló de Nens a l'Hospital de la Santa Creu i de Sant Pau, donatiu dels Pomells de Joventut de Catalunya" amb l'objectiu d'administrar l'obra.
Es va obrir un dipòsit popular a la Caixa de Pensions per a la Vellesa i d'Estalvis, institució que va fixar un tipus d'interès del 4% a favor de les quantitats ingressades.
La revista Àmfora del mes d'abril de 1923 va servir per difondre la iniciativa i fer crides de participació als pomells de tot Catalunya. El mateix Josep Maria Folch i Torres hi col·laborà i animava el pomellistes a deixar un testimoni perpetu de l'amor i la caritat que els portava. Segons les seves paraules, "El pavelló dels infants malalts a l'Hospital de la Santa Creu i de Sant Pau serà la nostra joia i la nostra glòria".
El que havia de ser la gran obra dels Pomells de Joventut, es configurava en un projecte amb un cost de 30.000 duros, tindria una planta, amb una sala per a 14 llits, tres habitacions d'aïllament, habitació pel metge de guàrdia, serveis i una sala de dia per a convalescents; una de les seves façanes donaria al carrer de Catalunya (actual Sant Quintí). En un lloc ben visible, preferentment a la façana, lluiria una placa amb la inscripció "Donatiu dels Pomells de Joventut de Catalunya". La transcendència del projecte havia engrescat també l'Ajuntament de Barcelona i els monjos de Montserrat que van oferir una pedra tallada de la muntanya de Montserrat on gravar la inscripció que perpetués la iniciativa de la construcció del pavelló de nens.

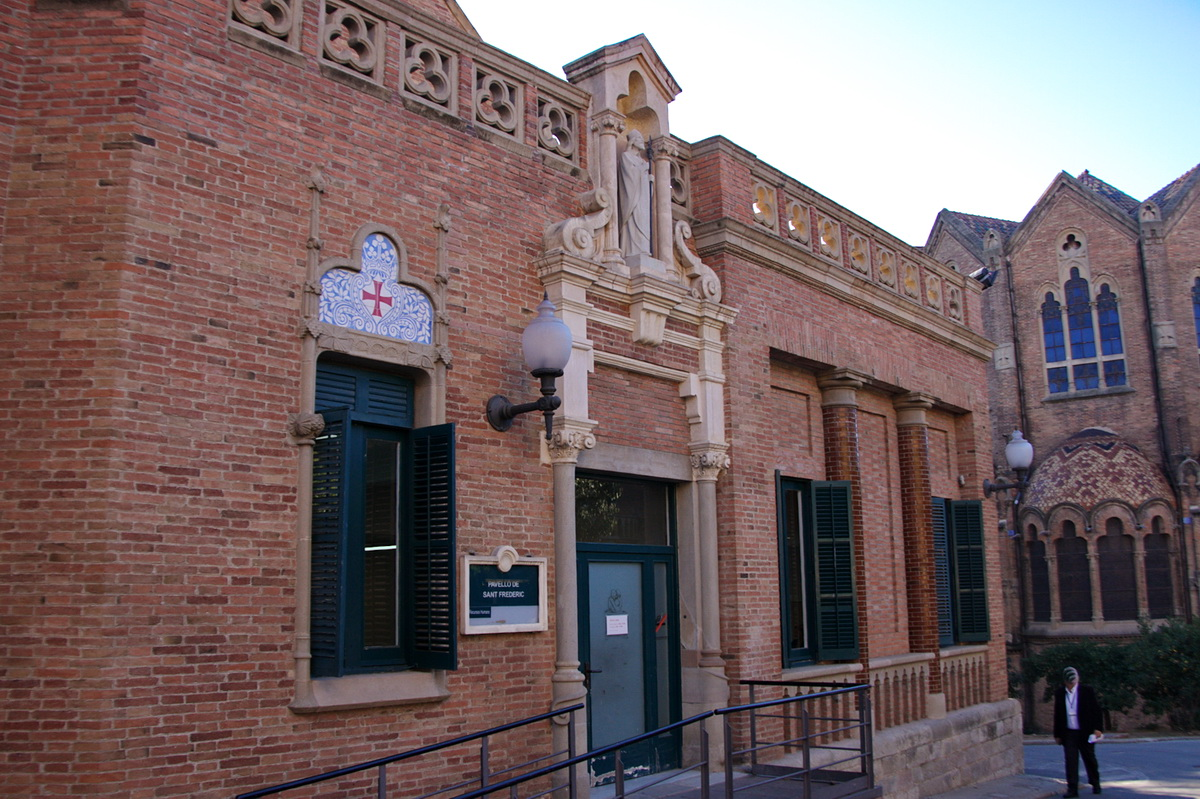
Pavelló de Sant Frederic a l'Hospital de la Santa Creu i Sant Pau

Pocs mesos després, el 13 de setembre de 1923, es va produir el cop d'estat de Primo de Rivera, seguit d'un règim dictatorial i anti-catalanista que, mitjançant un decret del governador civil de Barcelona, Carlos de Lossada y Canterac, va dictar el tancament i suspensió dels Pomells de Joventut de Catalunya. En un darrer intent de salvar la missió, el Patronat de Dames va sol·licitar autorització a Lossada per a continuar les recaptacions, però totes les gestions van resultar infructuoses. En aquell moment s'havien recaptat 19.632,21 pessetes.
L'any 1931, un cop va caure la dictadura, la continuïtat de les aportacions i l'alt tipus d'interès va permetre comptar amb un saldo de 30.000 pessetes.
El 1928, mitjançant una donació de Frederic Benessat, s'havia construït dins el recinte hospitalari el pavelló de Sant Frederic «dedicat als nens». Com la quantitat recollida era clarament insuficient per abordar el projecte original, es va decidir aportar aquesta quantitat a sufragar el cost de manteniment d'un llit dins el pavelló construït amb el mateix objectiu. Encara va haver un escreix de 2.250,60 pessetes, que es varen lliurar a l'Associació Protectora de l'Ensenyança Catalana perquè atorgués un premi a l'alumne més distingit en tot un any en l'estudi de la Història de Catalunya.